# Moorkirche

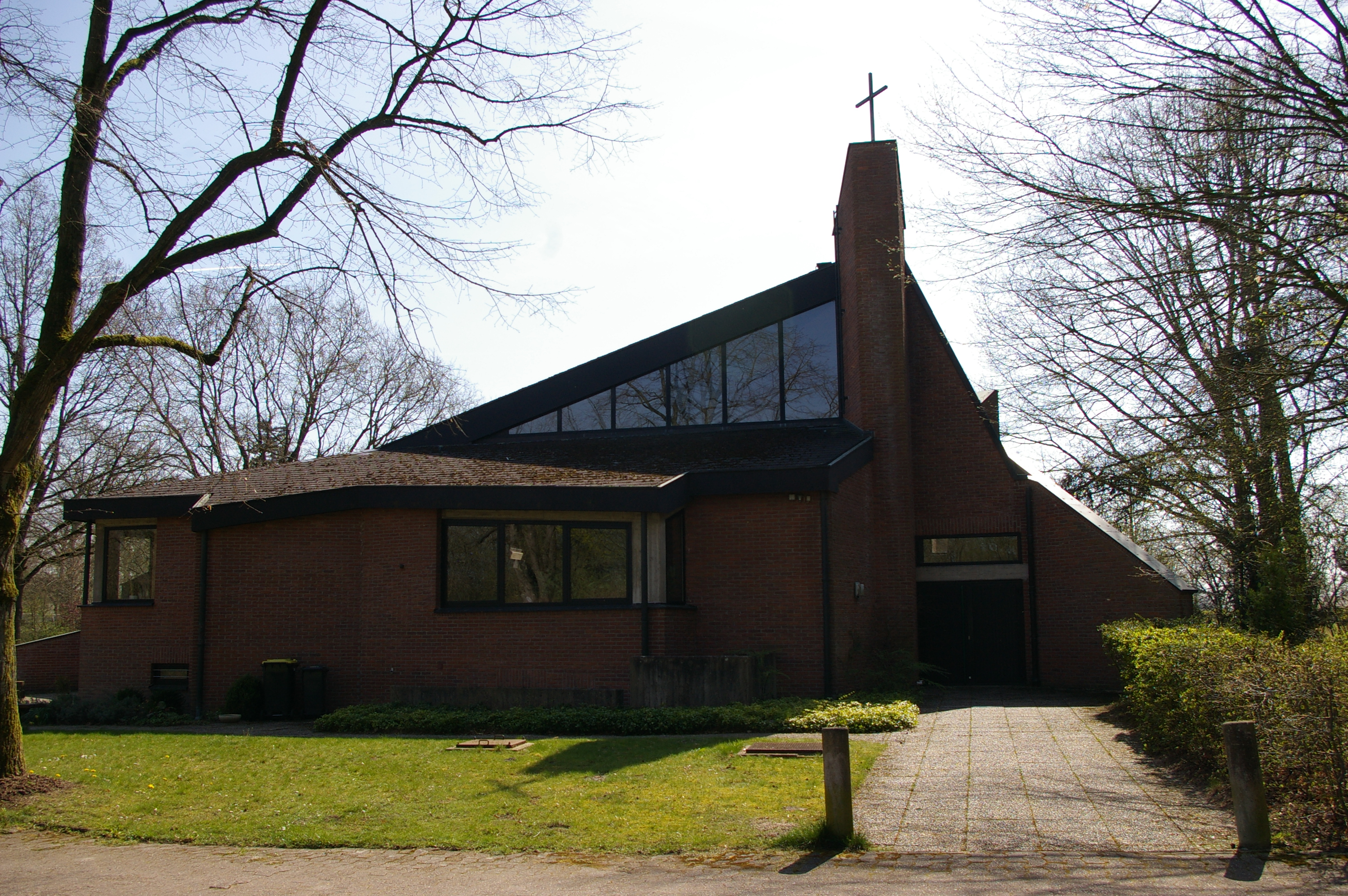
Moorkirche in Freistatt

Die Moorkirche ist ein Sakralbau in Freistatt. Sie ist mit der Diakonie Freistatt verbunden, einer Außenstelle der von Bodelschwinghschen Anstalten Bethel. Die Kirchengemeinde Freistatt, lange Zeit eine selbständige Anstaltskirchengemeinde, wurde Anfang 2024 aufgelöst und bildet seitdem einen Pfarrbezirk innerhalb der Kirchengemeinde Varrel im Kirchenkreis Grafschaft Diepholz der Evangelisch-lutherischen Landeskirche Hannovers. Die Kirche liegt zwischen dem Friedhof und dem alten Pfarrhaus.
Die Kirche wurde in den Jahren 1976 bis 1978 errichtet und am 2. Juli 1978 eingeweiht. Sie ist ein Klinkerbau. Ihre Bankreihen sind konzentrisch. Die Orgel der Hamburger Orgelbaufirma Beckerath befindet sich in der Kirche seit 1979.

## Vorgängerbauten
Eine erste Kirche wurde als Kapelle im nordischen Stil aus Brettern und Torfsoden errichtet und Weihnachten 1901 eingeweiht. Sie wurde später um ein Querschiff mit Emporen erweitert und erhielt in ihrem Grundriss hierdurch die typische Kreuzform. Die pfarramtliche Betreuung erfolgte zunächst von Barver aus.
Eine neue Kirche wurde 1908 eingeweiht. Sie brannte am 14. Juli 1973 vollständig ab. Nur wenige Inventarstücke konnten gerettet werden. Ein Gemeindehaus in Fertigbauweise wurde an der Schulstraße als vorläufige Gottesdienststätte errichtet. 